# Lubuntu
Lubuntu e GNU/Linux дистрибуция, базирана на Ubuntu и използваща LXQt графична среда. Десктопът на Lubuntu е модифициран от екипа и има някои различия от оригиналния LXQt десктоп.
Дистрибуцията е предназначена за потребители със стари машини, напреднали потребители и такива, които търсят висока производителност.
Системните изисквания са сравнително ниски – процесор над 1,3 GHz и RAM памет над 512 MB. Под тези параметри на хардуера системата ще работи с намалена ефективност.
Дистрибуцията няма собствени хранилища за софтуер, ползват се официалните на Ubuntu, в които към момента има около 38 000 пакета.
Собствените приложения са малко на брой, като разработчиците акцентират върху самия десктоп. По подразбиране в диска са включени лек видео плейър Gnome MPlayer, лек и с изглед, подобен на Winamp аудио плейър – Audacious, леки офис приложения като Abiword за тесктообработка и Gnumeric за работа с електронни таблици, уеб браузър – Mozilla Firefox, торент клиент – Transmission, организатор, приложение за работа с архиви и др.
Поддръжката на всички включени в десктопа приложения е обезпечена само с един метапакет, който се казва lubuntu-restricted-extras. В него са включени flash-player, декодерите за видео плейъра, шрифтовете, архивиращите програми и др. С инсталирането на този пакет системата е напълно готова за работа.
С Lubuntu-software-center и Synaptic могат да се инсталират приложения в графичен режим.
Могат да бъдат свалени образи на LTS версията (с дълъг срок на поддръжка), чийто срок на поддръжка е 5 години, или образи на последната стабилна версия – Lubuntu 21.10.